# غورنوبرافدينسك (هانتي-مانسيجا)
غورنوبرافدينسك (بالروسية: Горноправдинск) هي مدينة في مقاطعة أوكروغ خانتي - مانسي الذاتية في روسيا.
يبلغ عدد سكانها حوالي 5192   نسمة.